# Tempel (Genainville)

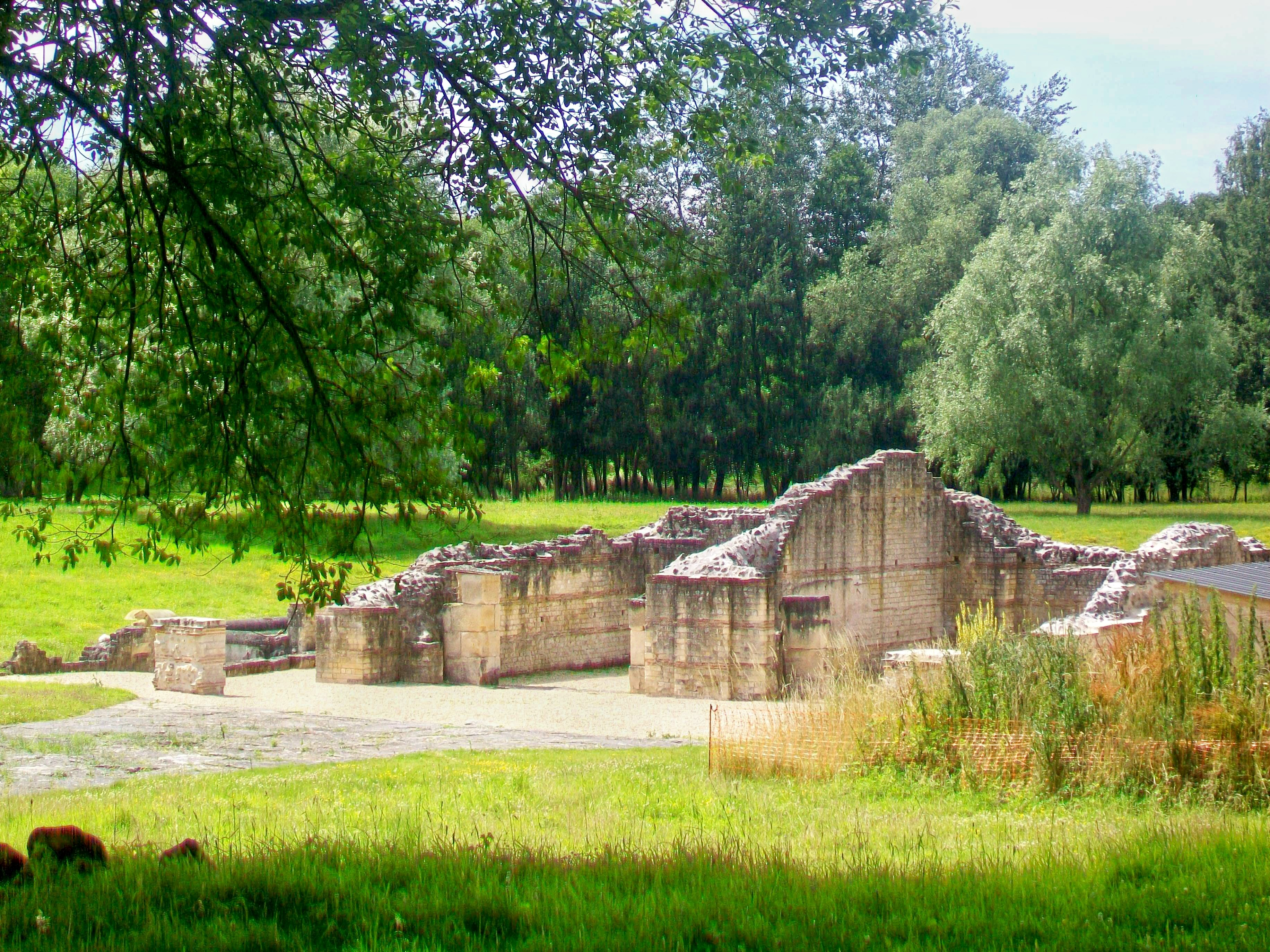
Ruinen eines Tempels in Genainville

Der gallo-römische Tempel in Genainville, einer französischen Gemeinde im Département Val-d’Oise in der Region Île-de-France, wurde um 160 nach Christus errichtet.
Die Tempelruine befindet sich auf einem Ausgrabungsgelände, das als Site des Vaux-de-la-Celle bezeichnet wird und als Monument historique geschützt ist. Der Tempel mit einer Doppelcella war Teil eines conciliabulum, eines Versammlungsortes. Im Inneren wurden Reste der Wandbemalung gefunden, die eine Marmoroberfläche nachbildeten. Die Fußböden waren mit Steinplatten oder Zement bedeckt.